# Testudo kleinmanni
La tortuga egipcia (Testudo kleinmanni) es una especie de tortuga de la familia Testudinidae en grave peligro de extinción que se distribuye por las costas de Libia, Egipto y el sur de Israel (si se considera a la tortuga del Néguev parte de la misma especie). Antiguamente era más abundante, pero en la actualidad sus poblaciones están disminuyendo. La especie se ha extinguido en Egipto, y la extinción global es una amenaza inminente a menos que se adopten medidas para proteger a esta especie. 

## Morfología
T. kleinmanni tiene el caparazón de color ocre dorado con los escudos rodeados de negro. El plastrón se caracteriza por uno o dos pares de triángulos oscuros (parecidos a Testudo marginata, la especie más próxima genéticamente). Las placas del plastrón femoral y las abdominales están articuladas entre sí. El tamaño máximo promedio es de entre 9 cm y 13 cm en machos y hembras, tiene el récord de ser la más pequeña de todas las tortugas del género Testudo, aunque filogenéticamente está cerca de la más grande, Testudo marginata. 

## Revisiones de la clasificación

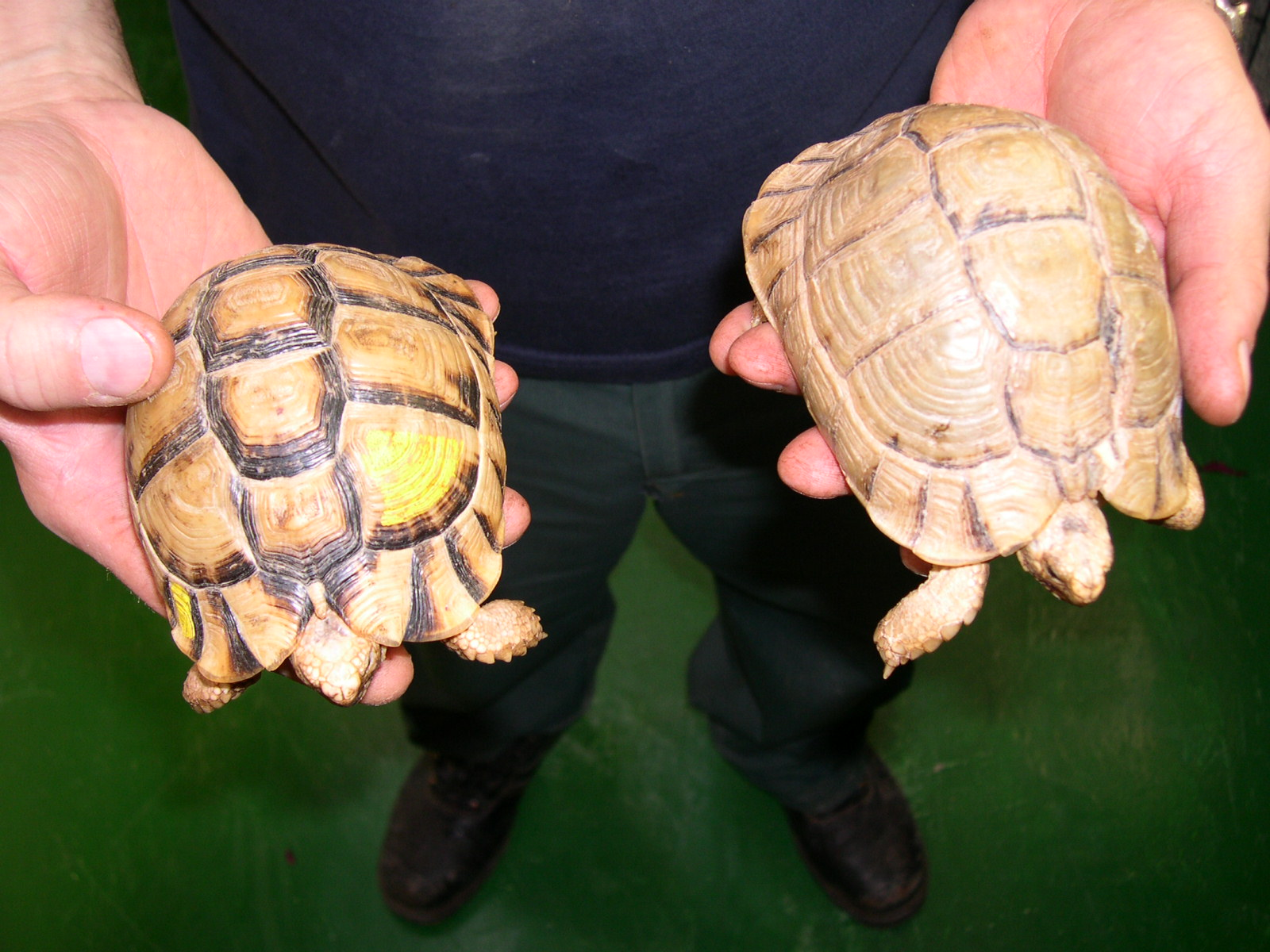
Diferenciación del caparazón: T.kleinmanni (izquierda) y T.werneri (derecha).

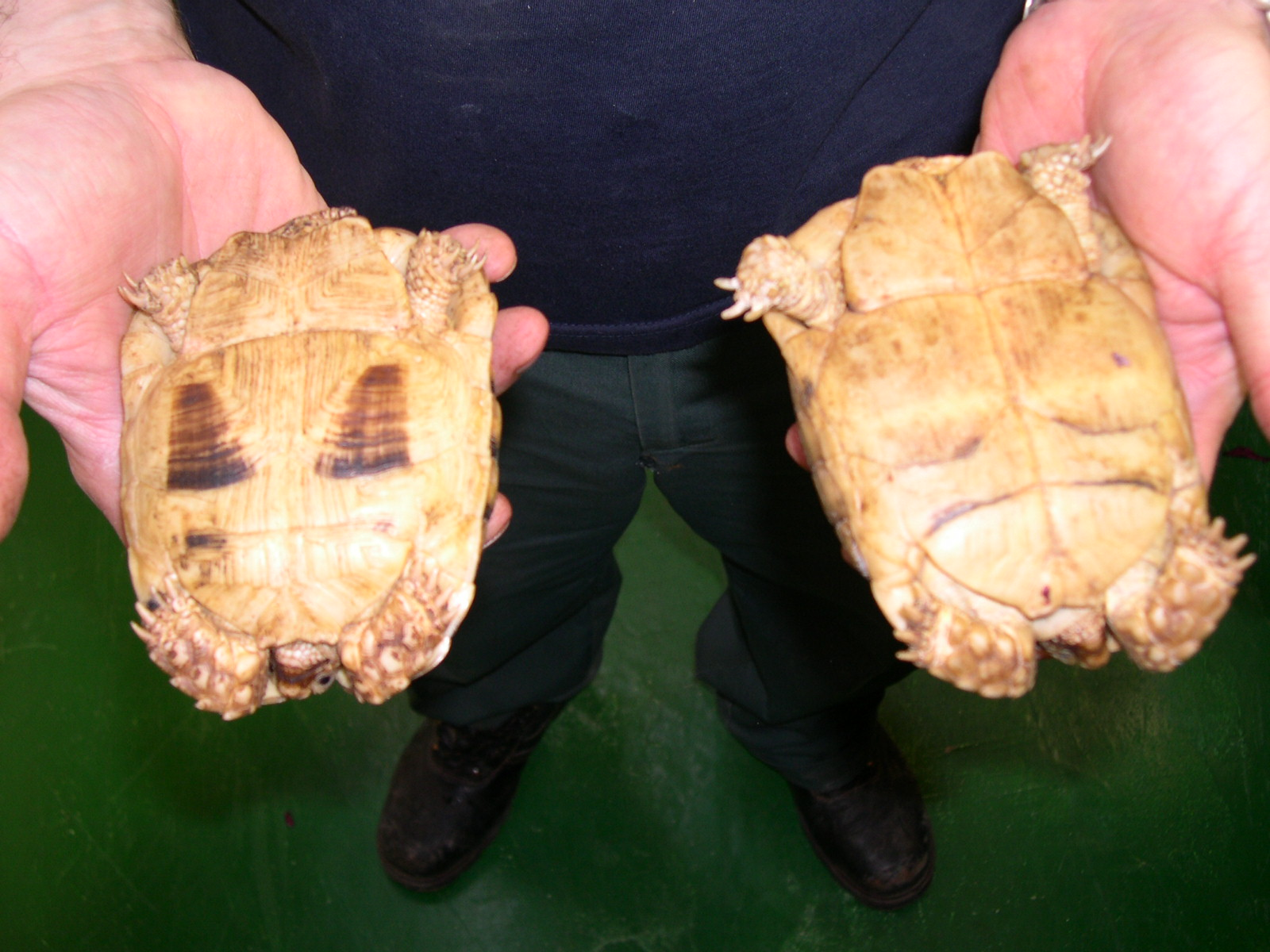
Diferenciación del plastrón: T.kleinmanni (izquierda) y T.werneri (derecha).

En una clasificación establecida según los últimos datos moleculares y morfología del género Testudo, se ha propuesto cambiar el nombre de la especie Testudo kleinmanni por Chersus kleinmanni (Gmira, 1993), junto con Chersus marginata (Testudo marginata). Esta propuesta no logró un consenso, por lo que la tortuga egipcia sigue perteneciendo al género Testudo.
En 2001 se separó de la especie T. kleinmanni la llamada tortuga del Néguev, descrita como una especie separada por Perälä con el nombre Testudo werneri. Debido a ello, en los siguientes años las dos especies fueron tratadas por separado (también en publicaciones de la época). Sin embargo, esta nueva clasificación fue rechazada por Široký y Fritz en 2006. Actualmente se considera a ambos como dos subespecies de la misma especie (e incluso dos grupos de la misma subespecie), aunque algunos herpetólogos no están de acuerdo.
En algunas publicaciones se hace referencia a Pseudotestudo kleinmanni por tener el plastrón móvil.

## Dimorfismo sexual

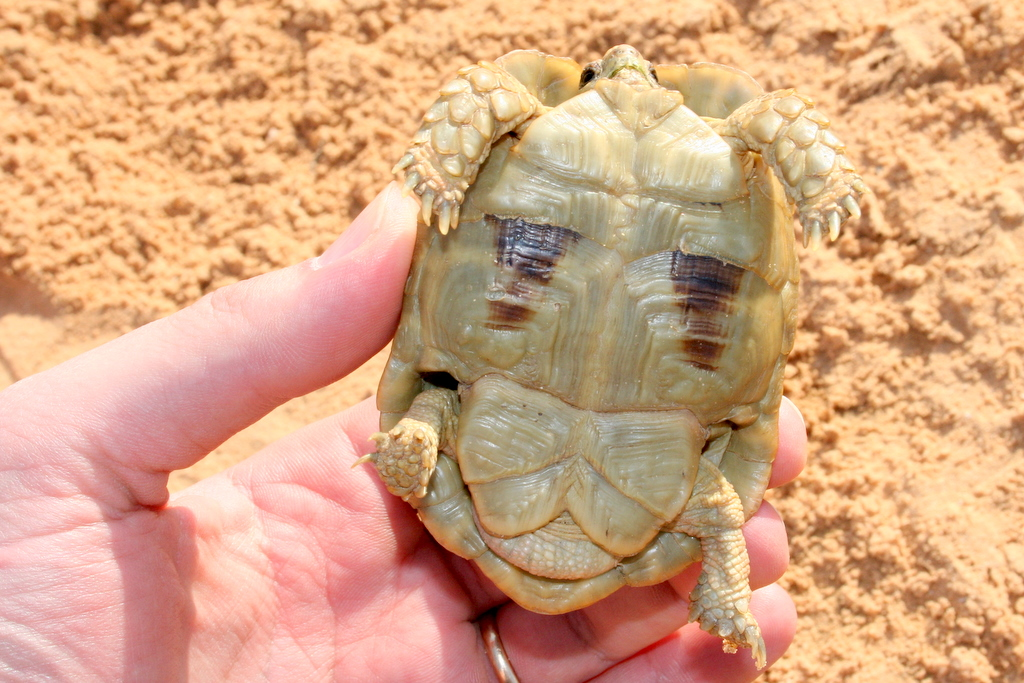
Plastrón de T. kleinmanni.

El reconocimiento del sexo se lleva a cabo mediante la identificación de las características sexuales secundarias. Los machos tienen una cola larga, fuerte y gruesa en la base. La hembra tiene una cola pequeña y corta. La apertura cloacal está más lejos de la base de la cola en los machos. El ángulo formado por el escudo anal del plastrón es mucho mayor en el macho, pero la altura de su escudo es mayor en la hembra. El escudo supracaudal del macho está doblado hacia abajo, la hembra está en consonancia con el resto de caparazón. Las hembras son de mayor tamaño que los machos. 

## Reproducción

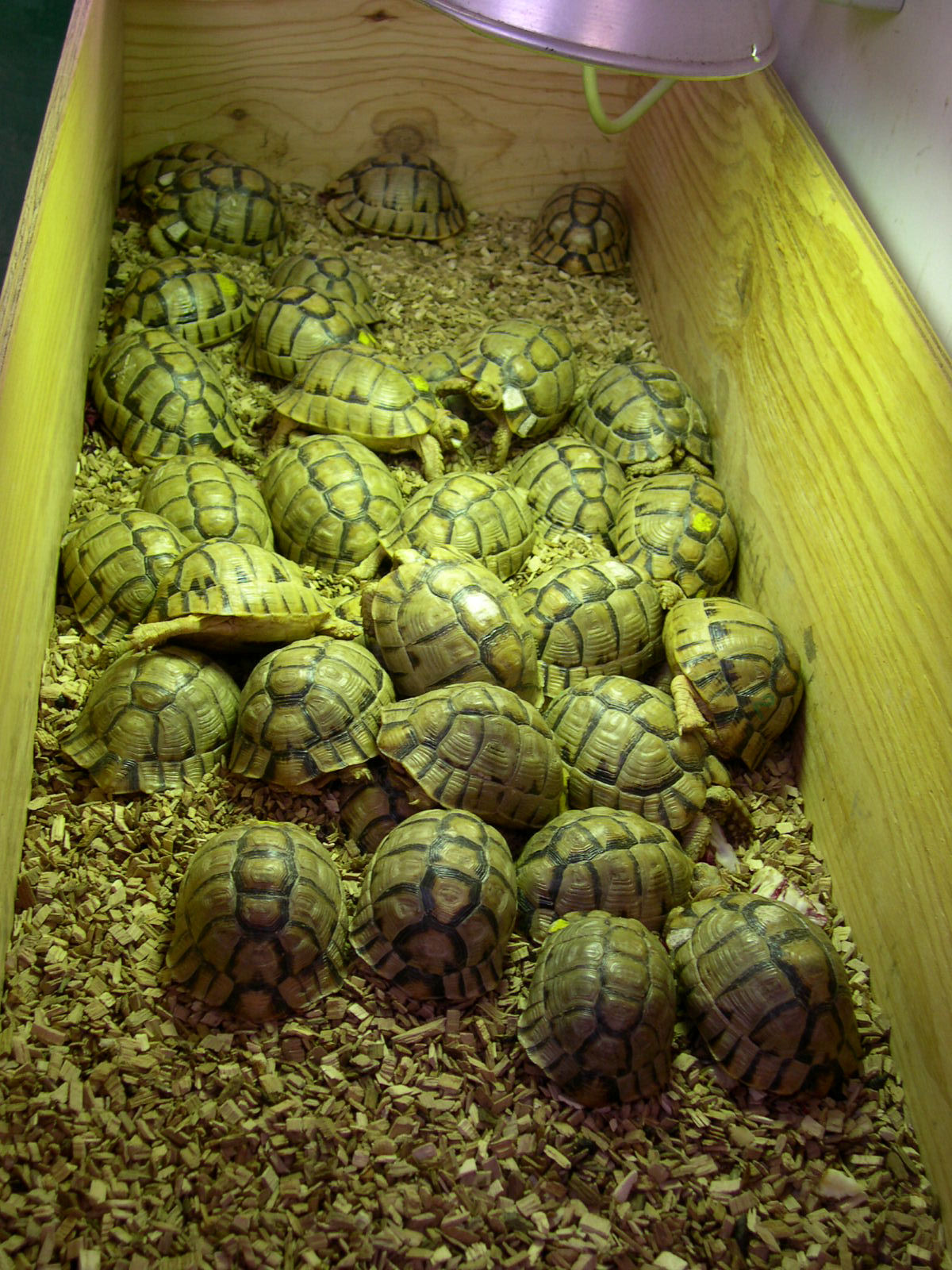
T. kleinmanni confiscadas del comercio ilegal.

El cortejo del macho comienza con un ritual que incluye persecuciones, mordeduras a las patas y golpes al caparazón de la hembra. El macho se monta en la parte posterior de la hembra para la cópula que ocurre con la extroversión del pene que figura en la cola grande y esta vez emiten los únicos sonidos audibles de estos reptiles mudos. La hembra puede mantener el semen hasta 4 años, manteniendólo en un órgano especial, la espermateca en el oviducto. 
Las especie del género Testudo son ovíparas. Desde finales de noviembre hasta principios de mayo, las hembras ponen sus huevos en agujeros excavados en el suelo con las patas traseras. En relación con la edad y el tamaño de la hembra también puede tener seis puestas con más de 13 huevos producidos. El tiempo de incubación, 2 o 3 meses, y el sexo de las crías va en relación con la temperatura. Con la temperatura de incubación por debajo de 32 °C habrá un predominio de machos, con la temperatura superior a 32,5 °C la mayoría son hembras. En el momento de la eclosión la cría para romper la cáscara utiliza el llamado "diente de huevo", un tubérculo córneo situado entre la nariz y el maxilar superior destinado a desaparecer en pocos días. La eclosión puede durar 48 horas y durante este período de tiempo es totalmente absorbido el saco vitelino.

## Alimentación
Son reptiles puramente vegetarianos, rara vez comen artrópodos pero no desprecian los cadáveres de animales pequeños o los excrementos. El hábitat se caracteriza por largos períodos de escasas precipitaciones, por lo que comen muchas hierbas secas ricas en calcio y fibra. El acceso al agua se produce principalmente a través de la contratación de pequeñas gotas de rocío de la mañana. 

## Etología

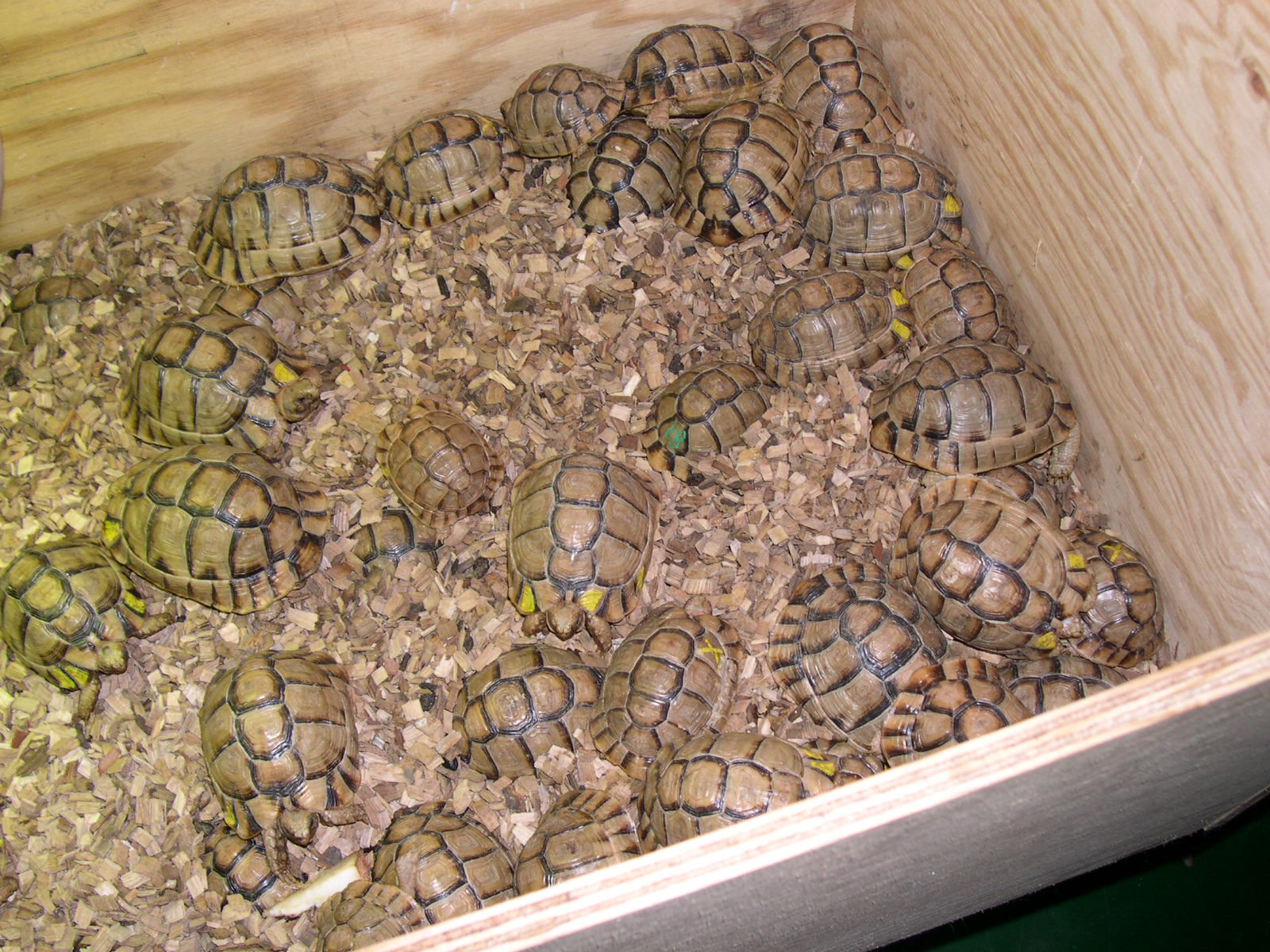
T. kleinmanni confiscadas del comercio ilegal.

Las tortugas egipcias son animales ectotérmicos y para escapar del calor abrasador durante el día y bajas temperaturas nocturnas en el desierto se refugian en agujeros o en madrigueras excavadas por otros animales. En estas cuevas la humedad es muy alta, y la temperatura es constante. En cautiverio estas condiciones se reproducen utilizando esponjas para mantenerlo constantemente húmedo. Se despierta muy temprano por la mañana. A la salida de las cuevas, que apaga su sed con el rocío, se exponen brevemente en el sol de la mañana para elevar la temperatura corporal y activar las funciones metabólicas. La exposición al sol permite que los rayos radiación ultravioleta actúen en la síntesis de la vitamina D. Después de una búsqueda rápida de los alimentos, durante las horas más calurosas del día permanecen inactivas, refugiadas en la sombra de los arbustos. Con la reducción de la temperatura vuelven a salir. 

## Estivación
La estivación tiene el mismo valor de la hibernación metabólica para las especies de Testudo de la zonas templadas y es una estrategia de supervivencia adoptadas para superar los períodos de calor extremo y sequía del verano, la realiza en las madrigueras de pequeños mamíferos en los que tiene una temperatura constante y una humedad relativa lo suficientemente alta. Esta tortuga no hiberna durante el invierno pero pasa los meses más calurosos enterrada o refugiada en madrigueras.

## Sentidos
Las tortugas tienen una excelente vista: son capaces de distinguir formas, colores, y también reconocer a las personas. Tienen un sentido muy claro de dirección: si se mueve unos pocos cientos de metros del territorio al que están vinculados muy pronto vuelven. Son muy sensibles a las vibraciones del suelo. El olfacto está muy bien desarrollado y tiene un papel importante en el reconocimiento de la comida y el sexo. 

## Hábitat
El hábitat de la tortuga egipcia se extiende a lo largo de 120 kilómetros de la costa mediterránea de Libia y de Egipto. En esta zona hay poca lluvia, pero hay una alta humedad durante la noche que viene desde el mar y se condensa en las temperaturas frías de la noche. En julio, en una serie de estudios sobre la variación de la humedad en un lugar donde había sido registrada la Testudo kleinmanni, fue detectada una humedad relativa del 95% a las 24:00, 78% a las 4:00, el 63% a las 8:00, y el 38% a las 14:00. 

## Conservación

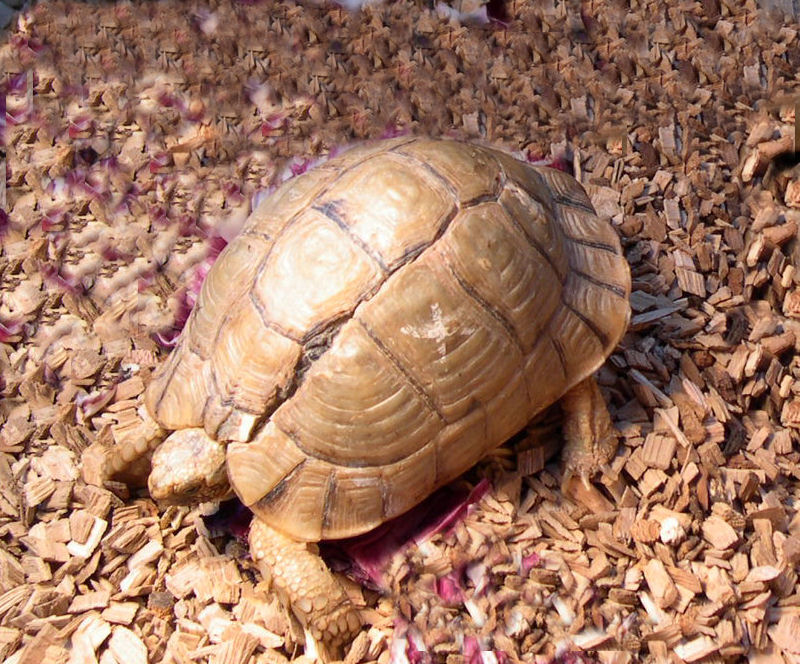
T. kleinmanni con el caparazón fracturado por culpa del transporte del comercio ilegal.

Testudo kleinmanni, junto con Testudo werneri, es la especie del género Testudo más seriamente amenazada y en peligro de extinción. Esta reducción se debe a una serie de factores antropogénicos, tales como la cría de ovejas, el tráfico de automóviles, la destrucción de su hábitat, la captura indiscriminada para la venta a los turistas, para la exportación ilegal a Europa y la captura para los jardines privados de Egipto. En Libia todavía quedan poblaciones con un buen número de ejemplares, pero sin cambiar las actuales amenazas la especie T. kleinmanni puede extinguirse en los próximos 20 años. La captura como alimento humano es marginal ya que la especie es común en los países de fe islámica. El Corán, incluye los reptiles entre los animales inmundos, que está prohibido para uso alimentario. T. kleinmanni está en grave peligro de extinción en su hábitat, está extinguida en Egipto, y en fuerte retroceso en Libia. Hace 30 años estaba presente en biotopos casi exclusivamente de arena de Egipto y Libia, y se extendía sobre 123.610 km ², actualmente está presente en una extensión de sólo 16.600 km ² con una reducción estimada del 85%, y en este tiempo su población ha pasado de 55.600 a 7.470 ejemplares, de los cuales 5.000 son adultos. En el bioparco de Roma, se está ejecutando un proyecto para la reproducción y la reintroducción de la especie en Libia. El 21 de mayo de 2007 los esfuerzos de los comisarios del proyecto han traído un innegable éxito con el nacimiento en cautividad de los primeros 10 especímenes de esta tortuga. 

## Legislación
Inscrita en la Lista Roja de la UICN, al igual que todas las especies de Testudo, T. kleinmanni está
incluida en la Convención de Washington, CITES Apéndice II desde el 01/07/75 y en el Anexo A (Reg. (CE) 1332/2005) de la Unión Europea, está absolutamente prohibida la captura de ejemplares salvajes en la naturaleza y está regulada la crianza y el comercio de especímenes en cautividad.

## Curiosidades
Según una antigua creencia de los beduinos, el caparazón de las tortugas en la entrada de sus tiendas tienen la facultad de revocar espíritus maliciosos. Utilizan un caparazón vacío encontrado al azar en las arenas del desierto y no provienen de ejemplares muertos intencionalmente.